# Ланише (Камник)
Ланише (словен. Laniše) — поселення в общині Камник, Осреднєсловенський регіон, Словенія. Висота над рівнем моря: 423,2 м.